# Пушкарьов Олександр Симонович
Олександр Симонович Пушкарьов (нар. 1 червня 1924, м. Орськ, Оренбурзька губернія — пом. 24 квітня 2003) — радянський та український державний діяч, перший секретар Зміївського районного комітету КПУ (1959—1988, з перервою), кавалер орденів Леніна (1976), Жовтневої Революції (1973), Трудового Червоного Прапора (1966, 1971), «Знак Пошани» (1958).

## Біографія
Олександр Пушкарьов народився 1 червня 1924 року в місті Орськ Оренбурзької губернії (тепер — Оренбурзької області) в Росії в родині працівника залізниці.
Закінчивши школу, став працювати на залізниці. Пізніше проходив службу в лавах Червоної армії.
Брав участь у Другій світовій війні, зокрема, у боях за Харківщину.
Після війни повертатися на батьківщину не захотів, працював у газеті на Харківщині, на Зміївській МТС, обіймав посаду секретаря зонального районного комітету КПУ, до якого входили Чугуївський та Харківський райони.
У 1957 році став другим секретарем Зміївського районного комітету КПУ.
У 1959 році обійняв посаду першого секретаря Зміївського районного комітету КПУ, на якій перебував до 1988 року з невеликою перервою. За часів керівництва Олександра Пушкарьова Зміївським районом були побудовані Зміївська ДРЕС, Зміївська овочева фабрика, нові школи, клуби, теплиці, ферми, районна поліклініка. Значну увагу він приділяв упровадженню нових технологій, зокрема, в рамках співпраці із Чехословаччиною.
Помер Олександр Пушкарьов 24 квітня 2003 року.

## Нагороди
- Орден Леніна (1976)
- Орден Жовтневої Революції (1973)
- Орден Трудового Червоного Прапора (1966, 1971)
- Орден «Знак Пошани» (1958)

## Пам'ять
На честь Олександра Пушкарьова на будівлі Зміївського районного суду, у якій раніше розташовувався райком, 20 грудня 2003 року було урочисто відкрито меморіальну дошку.